# Шесторка
Шесторка (фр. Les Six) је назив за групу од шест композитора који су радили на Монпарнасу. Назив је инспирисан Балакирјевљевом »Петорком«, а први га је употребио критичар Анри Коле 16. јануара 1920. године у чланку »Руска петорка, француска шесторка и господин Сати« . Настала је као реакција на музички стил Рихарда Вагнера и импресионистичку музику Клода Дебисија и Мориса Равела.

## ЧлановиШесторке
1. Жорж Орик
2. Луј Диреј
3. Артур Хонегер
4. Даријус Мијо
5. Франсис Пуланк
6. Жермен Тајфер

## ОдLes nouveaux jeunesдоLes Six
Скупина је настала из сличне скупине под именом »Нова омладина« , коју је предводио Ерик Сати, а чији су чланови још били Хонегер, Диреј и Орик. Три године након Сатијеве скупине настаје Шесторка. Прича о генези скупине није сасвим разјашњена. Док Мијо наводи како је Коле насумично одабрао шест имена јер су се сви они међусобно познавали и сарађивали, занемарујући притом њихове потпуно различите темпераменте (Орик и Пуланк су били склонији Коктоу, Хонегер немачком романтизму, а Мијо медитеранском лирицизму), Орнела Волта тврди како је стварни геније иза групе био Жан Кокто, који је искористио свој утицај како би формирао и водио авангардну музичку скупину. Група се почела редовно окупљати у кабареу Le Bœuf sur le Toit (Во на крову), где су пред бројним познатим гостима одржавали концерте. Године 1921. Диреј је напустио групу, а коначан крај њихових окупљања дошао је са прераном смрћу Рајмона Радигеа, који је био гост кабареа и пријатељ чланова.